# Coupe d'Irlande de football 2017
Navigation
Édition précédente Édition suivante
La Coupe d'Irlande de football 2017 est la 97e édition de la Coupe d'Irlande de football organisée par la Fédération d'Irlande de football. La compétition commence en avril pour se terminer en novembre 2017. Le vainqueur gagne le droit de participer à la Ligue Europa 2018-2019.
La compétition porte le nom de son sponsor principal : Daily Mail FAI Cup.

## Déroulement de la compétition
40 équipes participent à cette édition de la Coupe d'Irlande. 
Les 20 équipes participant au championnat d’Irlande, Premier et First Division, sont directement qualifiées pour le deuxième tour.

## Tour préliminaire
Le tirage au sort se déroule à Abbotstown au siège de la Fédération d'Irlande de football le 15 mars 2017. Seuls les clubs amateurs qui disputent les championnats régionaux du Leinster, du Munster et de l'Ulster sont concernés par ce tour Les matchs ont lieu les 29 et 30 avril 2017 sur le terrain du premier club tiré au sort.
| Club recevant     | Score            | Club visiteur     | Lieu de la rencontre | Date     |
| ----------------- | ---------------- | ----------------- | -------------------- | -------- |
| Greystones United | 0-3              | Sheriff FC        | Woodlands            | 29 avril |
| Ballymun United   | 1-1 t. a. b.3-5  | Killester United  | St Margaret's Road   | 29 avril |
| Killarney Celtic  | 1-0              | Boyle Celtic      | Celtic Park          | 29 avril |
| Edenderry Town    | 0-1              | Cobh Wanderers    | Paddy Maloney Park   | 29 avril |
| Bangor Celtic     | 3-2 a. p.        | Cherry Orchard    | Iveagh Grounds       | 28 avril |
| Everton AFC       | 1-1 t. a. b.5-3  | Liffey Wanderers  | Everton Park         | 29 avril |
| Evergreen United  | 2-2 t. a. b. 4-3 | St. Marys College | Turners Cross        | 29 avril |
| Corinthians       | 0-1              | Ballincollig      | Castletreasure       | 29 avril |

Quatre clubs, tirés au sort, sont directement qualifiés pour le deuxième tour : Crumlin United, Bluebell United, Portmanock et Glenville.

## Premier tour
Le tirage au sort du premier tour a lieu à Kilkenny. Il est fait par Martin O'Neill, sélectionneur de l'équipe nationale irlandaise. Les matchs sont programmés pour les 11, 12 et 13 août.
Le premier tour marque l'entrée en lice des clubs du championnat. Trois matchs opposent des équipes de Premier League. 
| Club recevant    | Score            | Club visiteur             | Lieu de la rencontre | Date    |
| ---------------- | ---------------- | ------------------------- | -------------------- | ------- |
| Waterford United | 0-3              | Shelbourne FC             | RSC                  | 11 août |
| Bluebell FC      | 3-0              | Sheriff FC                | Red Cow              | 13 août |
| Cobh Ramblers FC | 0-3              | Limerick FC               | St. Colman's Park    | 12 août |
| Longford Town    | 4-2 a. p.        | Sligo Rovers              | Flancare Park        | 12 août |
| Bray Wanderers   | 0-1              | Cork City FC              | Carlisle Grounds     | 12 août |
| Dundalk FC       | 4-0              | Derry City FC             | Oriel Park           | 13 août |
| Portmarnock FC   | 0-2              | St. Patrick's Athletic FC | Paddy’s Hill         | 13 août |
| Wexford FC       | 1-2              | Crumlin United            | Ferrycarrig Park     | 11 août |
| Finn Harps       | 4-3              | Bohemian FC               | Finn Park            | 11 août |
| Cabinteely FC    | 3-1              | UCD                       | Stradbrook           | 11 août |
| Shamrock Rovers  | 1-0              | Glenville FC              | Tallaght Stadium     | 11 août |
| Cobh Wanderers   | 3-0              | Killarney Celtic          | Oldchurch Park       | 12 août |
| Bangor Celtic    | 3-2              | Everton AFC               | Iveagh Grounds       | 12 août |
| Ballincollig     | 0-5              | Athlone Town              | CIT                  | 12 août |
| Evergreen United | 0-4              | Drogheda United           | Evergreen Park       | 13 août |
| Killester United | 3-3 t. a. b. 6-7 | Galway United             | Haddon Park          | 13 août |

Deux surprises pour la première journée avec la défaite de Waterford pourtant large meneur de la First Division à domicile sur le score de 0-3 contre Shelbourne et surtout la victoire des amateurs de Crumlin United sur le terrain de Wexford.

## Deuxième tour
Le tirage au sort du deuxième tour a lieu le 14 août 2017 dans les locaux de la chaine RTÉ par le Président de la fédération Tony Fitzgerald et Dave Barry. Les matchs sont programmés pour le week-end du 27 août 2017.
| Club recevant             | Score | Club visiteur   | Lieu de la rencontre | Date    |
| ------------------------- | ----- | --------------- | -------------------- | ------- |
| Shelbourne FC             | 0-3   | Shamrock Rovers | Tolka Park           | 25 août |
| Bangor Celtic             | 0-1   | Longford Town   | Iveagh Grounds       | 25 août |
| St. Patrick's Athletic FC | 0-2   | Galway United   | Richmond Park        | 25 août |
| Cork City FC              | 7-0   | Athlone Town    | Turner's Cross       | 25 août |
| Limerick FC               | 1-0   | Finn Harps      | Markets Field        | 26 août |
| Bluebell United           | 1-0   | Cabinteely FC   | Red Cow              | 25 août |
| Drogheda United           | 5-1   | Cobh Wanderers  | United park          | 25 août |
| Crumlin United            | 1-3   | Dundalk FC      | Iveagh Grounds       | 26 août |

## Quarts de finale
| Quart de finale 1      | Longford Town             | 1-4   | Cork City FC                                                   | City Calling Stadium     |                          |
| 9 septembre 2017 19:30 | Robbie Williams 65e (csc) | (0-3) | Kieran Sadlier 24e · Jimmy Keohane 28e · Karl Sheppard 43e 51e | Arbitrage : Derek Tomney | Arbitrage : Derek Tomney |

| Quart de finale 2      | Bluebell United                      | 2-4   | Shamrock Rovers                               | Tallaght Stadium         |                          |
| 8 septembre 2017 19:45 | Graham Kelly 23e · Shane Stritch 71e | (1-2) | Brandon Miele 21e 39e 77e · Ryan Connolly 51e | Arbitrage : Graham Kelly | Arbitrage : Graham Kelly |

| Quart de finale 3      | Galway United          | 1-2   | Limerick FC                         | Eamonn Deacy Park, Galway |                          |
| 8 septembre 2017 19:45 | Padraic Cunningham 79e | (0-0) | Rodrigo Tosi 53e · Shane Duggan 63e | Arbitrage : Ben Connolly  | Arbitrage : Ben Connolly |

| Quart de finale 4      | Dundalk FC                                                                      | 4-0   | Drogheda United | Oriel Park             |                        |
| 8 septembre 2017 1-:45 | Michael Duffy 4e · Dylan Connolly 28e · Brian Gartland 49e · David McMillan 56e | (2-0) |                 | Arbitrage : Neil Doyle | Arbitrage : Neil Doyle |

## Demi-finales
| Demi-finale 1           | Cork City FC | 1-0     | Limerick FC | Turner's Cross                                                   |                                                                  |
| 29 septembre 2017 19:15 | Garry Buckley 14e | (1-0)   | | Spectateurs : 3 565 Diffuseur : RTÉ Two Arbitrage : Ray Matthews | Spectateurs : 3 565 Diffuseur : RTÉ Two Arbitrage : Ray Matthews |
| 29 septembre 2017 19:15 | Mark McNulty, Conor McCarthy, Shane Griffin, Ryan Delaney, Alan Bennett, Stephen Dooley, Garry Buckley, Conor McCormack, Gearóid Morrissey, Kieran Sadlier, Karl Sheppard | Équipes | Brendan Clarke, David O'Connor, Tony Whitehead, Stephen Kenny, Bastien Hery, Shane Duggan, Lee-J Lynch, Chiedozie Ogbene, Shane Tracy, Dean Clarke, Rodrigo Tosi | Spectateurs : 3 565 Diffuseur : RTÉ Two Arbitrage : Ray Matthews | Spectateurs : 3 565 Diffuseur : RTÉ Two Arbitrage : Ray Matthews |

| Demi-finale 2          | Dundalk FC | 1-1     | Shamrock Rovers | Oriel Park                                 |                                            |
| 1er octobre 2017 16:45 | Robbie Benson 9e | (1-0)   | Brandon Miel 76e | Diffuseur : RTÉ Two Arbitrage : Neil Doyle | Diffuseur : RTÉ Two Arbitrage : Neil Doyle |
| 1er octobre 2017 16:45 | Gary Rogers, Sean Gannon, Brian Gartland, Sean Hoare, Niclas Vemmelund, Robbie Benson, Dylan Connolly, Michael Duffy, Patrick McEleney, Stephen O'Donnell, David McMillan | Équipes | Tomer Chencinski, Luke Byrne, Lee Grace, Roberto Lopes, Simon Madden, Aaron Bolger, Ronan Finn, David McAllister, Brandon Miele, Trevor Clarke, Gary Shaw | Diffuseur : RTÉ Two Arbitrage : Neil Doyle | Diffuseur : RTÉ Two Arbitrage : Neil Doyle |

| Demi-finale 2 - match d'appui | Shamrock Rovers | 2-4        | Dundalk FC | Tallaght Stadium                                |                                                 |
| 10 octobre 2017 19:45         | Ronan Finn 11e · Michael O'Connor 86e | (1-1, 2-2) | David McMillan 13e 109e · Robbie Benson 54e · Stephen O'Donnell 113e                                                                                                   | Spectateurs : 3 437 Arbitrage : Paul McLaughlin | Spectateurs : 3 437 Arbitrage : Paul McLaughlin |
| 10 octobre 2017 19:45         | Tomer Chencinski, Luke Byrne, Lee Grace, Roberto Lopes, David Webster, Ryan Connolly, Trevor Clarke, Ronan Finn, Simon Madden, Brandon Miele, Gary Shaw | Équipes    | Gary Rogers, Sean Gannon, Brian Gartland, Sean Hoare, Niclas Vemmelund, Robbie Benson, Dylan Connolly, Michael Duffy, Jamie McGrath, Stephen O'Donnell, David McMillan | Spectateurs : 3 437 Arbitrage : Paul McLaughlin | Spectateurs : 3 437 Arbitrage : Paul McLaughlin |

## Finale
La finale oppose les deux premiers du championnat. Cork City, lui, participe à sa troisième finale consécutive.
| Finale                | Dundalk Football Club | 1-1         | Cork City Football Club | Aviva Stadium                                    |                                                  |
| 5 novembre 2017 15:30 | Niclas Vemmelund 94e | (0-0)       | Achille Campion 111e | Spectateurs : 24 210 Arbitrage : Paul McLoughlin | Spectateurs : 24 210 Arbitrage : Paul McLoughlin |
| 5 novembre 2017 15:30 | 3 | Tirs au but | 5 | Spectateurs : 24 210 Arbitrage : Paul McLoughlin | Spectateurs : 24 210 Arbitrage : Paul McLoughlin |
| 5 novembre 2017 15:30 | Gary Rogers, Dane Massey, Brian Gartland, Sean Gannon, Niclas Vemmelund, Jamie McGrath, Patrick McEleney, Michael Duffy, Robbie Benson, Stephen O'Donnell, David McMillan | Équipes     | Mark McNulty, Steven Beattie, Alan Bennett, Ryan Delaney, Shane Griffin, Garry Buckley, Stephen Dooley, Jimmy Keohane, Conor McCormack, Gearóid Morrissey, Karl Sheppard | Spectateurs : 24 210 Arbitrage : Paul McLoughlin | Spectateurs : 24 210 Arbitrage : Paul McLoughlin |